# Diego Centurión
Diego Omar López Centurión (Caaguazú, Paraguay, 5 de junio de 1982), conocido como Diego Centurión, es un exfutbolista paraguayo. Jugaba de delantero
Con una carrera marcada por las lesiones desde muy joven, tras llegar al AS Roma a los 15 años, regresó a su país luego de una operación. Pasó por el CDU César Vallejo peruano y el Club Olimpo de Argentina antes de regresar a Italia, donde jugó entre 2005 y 2010 en clubes amateur de Turín. Volvió a Paraguay en 2010 y disputó ocho temporadas en la primera división, incluso fue goleador en la campaña 2012 con Guaraní. Se retiró en 2020.

## Trayectoria

### Inicios
Centurión nació en la ciudad de Caaguazú, Paraguay, siendo el cuarto de siete hermanos provenientes de una familia humilde. Llegó al Atlético Caaguazú, donde jugaba uno de sus hermanos mayores, a los 14 años. Incluso a esa edad debutó en el primer equipo del Atlético, que salió campeón del torneo local. Esto atrajo el interés de la selección caaguaceña que, al poco tiempo, lo citó para jugar en el Campeonato Nacional de Interligas, donde fue visto por el empresario Epifanio Rojas. Este adquirió su pase para que juegue en el Atlético Tembetary, por aquel entonces en la División Intermedia, donde debutó de manera profesional en el año 1998, a los 16 años de edad.

### Europa y grave lesión
Ese mismo año fue transferido a la AS Roma de Italia, en donde estuvo 6 meses hasta que sufrió una rotura de ligamentos en una rodilla, luego de un fuerte choque con su compañero de equipo Cafu, durante un entrenamiento.
Cuando Centurión iba a volver al Paraguay, apareció el interés del Udinese para hacerse cargo del jugador. Luego de ser operado, lo trasladaron a Alemania para continuar su rehabilitación, la cual una vez finalizada, le permitió regresar a las canchas del fútbol italiano.

### Regreso y vueltas por Sudamérica
Volvió a su país y fichó por el Sportivo Luqueño, a principios del año 2000. El 16 de abril de ese mismo año, cuando apenas tenía 17 años, marcó su primer gol en la Primera División de Paraguay. Fue ante Olimpia en la fecha 6 del Torneo Apertura 2000, en lo que fue derrota como local por 4-2. Luego de mantenerse un año en el conjunto Auriazul, pasó a préstamo al Libertad en el 2001, donde jugó muy poco debido a que padeció otra lesión de ligamentos cruzados, debiendo esperar cuatro meses y medio para volver a jugar. En el 2002 tuvo una nueva cesión por un año, esta vez al Guaraní, donde convirtió 3 goles, y en el 2003 recaló en Olimpo de Bahía Blanca, de la Primera División de Argentina, donde estuvo por 6 meses. En el 2004 pasó al club César Vallejo de Perú, donde convirtió 3 goles, 2 de ellos al Alianza Lima (campeón de ese año) en partidos diferentes, y nuevamente terminó lesionándose los ligamentos de la rodilla, quedando descartado para las últimas fechas del Campeonato Descentralizado 2004.

### Segundo viaje a Europa y retorno
Desde el 2007 hasta el 2009 estuvo de nuevo en Italia, donde pasó por varios clubes de la región de Turín.

#### Deportivo Caaguazú
En su vuelta al Paraguay, Centurión tenía todo acordado para fichar por un club capitalino de la Primera División. Pero como el pase se frustró, decidió jugar en el Deportivo Caaguazú de su ciudad natal (por aquel entonces con solo un año de existencia) y disputar la División Intermedia 2010. Debutó el 18 de abril en la fecha 5 ante Sportivo Iteño, jugando los 90 minutos del 0-0 final. Disputó 13 partidos y convirtió 6 goles, entre ellos, un doblete ante Deportivo Santaní en la fecha 25, penúltima del torneo. Su equipo terminó en el 6° puesto de la tabla con 35 puntos, a 11 de distancia del 2°, Independiente FBC, quien disponía del último ascenso a la División de Honor. También disputó gran parte de la División Intermedia 2011, en la que jugó 17 partidos e hizo 4 anotaciones, entre ellas, un doblete ante el 12 de Octubre.
Culminó su paso por Deportivo Caaguazú con 30 partidos jugados y 10 goles.

### Tacuary

#### Clausura 2011
El presidente del Tacuary, Francisco Ocampo, se interesó en los servicios del jugador, por lo que procedió a comprar su pase. De esta manera, Centurión volvió a jugar en la elite del fútbol paraguayo después de 4 años, luego de su paso por este mismo club en 2007. Jugó su primer partido el 14 de agosto de 2011 en la fecha 3 del Torneo Clausura 2011, en el empate 1-1 de visitante ante General Caballero. Marcó su primer gol en la fecha 14 en la goleada por 4-0, justamente ante este mismo rival. Su segundo gol llegó en la fecha 19, partido en el que luego de ir empatando 3-3 ante Nacional, selló el 4-3 definitivo en el Estadio Defensores del Chaco el día 29 de noviembre. Y su tercer y último gol del torneo lo convirtió el 11 de diciembre en la fecha 21, en lo que fue una derrota locataria por 3-2 ante Olimpia, equipo que saldría campeón una fecha después. Dentro del área, amagó a chutar con el pie derecho, sacándose de encima a un rival, para luego desenvainar un disparo fortísimo con el pie izquierdo que, luego de estrellarse en el travesaño, golpeó en el piso (ya dentro del arco) y en el techo del mismo.
Culminó el torneo con 3 goles en 19 partidos jugados (10 como titular), y su equipo ubicado en el 5° puesto con 30 puntos, a 16 unidades del campeón Olimpia.

#### Apertura 2012
El Torneo Apertura 2012 fue desastroso tanto para Centurión como para Tacuary. El equipo terminó 12° (último) con 11 puntos, ganando solo un partido de los 22 jugados. Diego jugó 13 partidos (9 como titular) y marcó un solo gol, anotado en la fecha 7 y de visitante ante Olimpia el día 18 de marzo, luego de un fuerte cabezazo de pique al piso, en lo que fue derrota por 2-1.
Sus estadísticas finales en Tacuary fueron 32 partidos jugados (19 como titular) y 4 goles.

### Guaraní

#### Clausura 2012: la explosión goleadora
El 20 de julio de 2012, luego de un pequeño conflicto con el Club Jorge Wilstermann de Bolivia, Centurión arregló con Guaraní a préstamo por un año para dar comienzo a su segundo ciclo en el cuadro Aborigen. Debutó el 30 de julio en la fecha 1 del Torneo Clausura 2012 con un doblete ante Cerro Porteño en La Olla Azulgrana, marcando en dos minutos consecutivos (minutos 73 y 74), para dar vuelta el resultado de 0-1 a 2-1 a favor. El 4 de agosto volvió a marcar de a dos, esta vez ante Independiente FBC, con victoria de su equipo por 3-1, válido por la fecha 2. El 25 de agosto, ya en la fecha 5, repitió la fórmula de la fecha 1 al anotar dos goles de visitante, que sirvieron para dar vuelta el partido ante Nacional y ganar por 2-1. En la fecha 8, el 14 de septiembre, vuelve a convertir en la casa de un grande, anotando el único gol del partido en la victoria de los Aurinegros ante Olimpia, en el Estadio Manuel Ferreira. En las fechas 10 y 11 convirtió en los triunfos ante Sportivo Carapeguá y Rubio Ñu respectivamente, terminando así la primera rueda del torneo con un saldo de 9 goles en 10 partidos jugados (se ausentó en un solo partido debido a una lesión, en la fecha 7), y su equipo ubicado en el 1° puesto de la tabla, a 8 puntos de distancia de su inmediato perseguidor.
La segunda rueda del torneo comenzó por la buena senda, ya que en la fecha 12, disputada el 19 de octubre, anotó un gol en la victoria de su equipo jugando como local ante Cerro Porteño por 2-1, alargando así su racha a tres fechas consecutivas marcando goles. Sin embargo, Guaraní (al igual que Centurión) no pudo mantener el alto nivel mostrado hasta ese momento (tan solo cosechó 2 puntos en los siguientes 5 partidos). Recién en la fecha 18 "recobraron la memoria", al ganarle por 1-0 con gol del Lungo a Cerro Porteño (PF), el 21 de noviembre. Y 3 días más tarde, Diego vuelve a anotar otro gol en la victoria ante Olimpia por 2-1 en la fecha 19 (le marcó tanto al Ciclón como al Franjeado en los 4 partidos en que los enfrentó). Diego convirtió su último gol del torneo en la victoria de local ante Sportivo Carapeguá por 2-1, en la fecha 21 (penúltima fecha) jugada el 9 de diciembre.
Su equipo lideró la tabla de posiciones durante más del 80% del torneo. Sin embargo, culminaron en el tercer lugar con 43 puntos, a 4 de distancia del campeón Libertad. No obstante, Diego Centurión terminó cumpliendo una destacada actuación, finalizando como máximo anotador del mismo, con 13 goles (lideró la tabla de goleadores en todas las fechas —22— del torneo) en 21 partidos jugados (20 como titular). Además, se pueden destacar sus 3 dobletes (2 en partidos consecutivos, fechas 1 y 2), sus goles representaron casi el 50% de los goles totales de su equipo, y cada vez que él marcó su equipo siempre ganó.

#### Copa Sudamericana 2012
Paralelamente, Guaraní estaba clasificado para jugar la Copa Sudamericana 2012. Debutaron el 26 de julio ante Oriente Petrolero de Bolivia jugando de local en el Estadio Rogelio Livieres, cayendo por 1-0 en el partido de ida de la primera fase. Centurión ingresó en el minuto 58 en lugar de Dante López. El partido de vuelta, Diego prefirió no jugarlo ya que todavía estaba latente el ya mencionado conflicto con el club boliviano Jorge Wilstermann, por lo que se quedó en Asunción. A pesar de ello, el 9 de agosto su equipo logró alzarse con la victoria por 2-1 en el Tahuichi Aguilera y empatando así el resultado global en 2-2, clasificándose Guaraní por la regla del gol de visitante.
Ya en la segunda fase, se enfrentaron al Millonarios de Bogotá el 30 de agosto, perdiendo de local el partido de ida por 4-2. Diego Centurión jugó todo el partido. Inclusive, en el minuto 55 le cometieron un penal que él mismo se encargó de ejecutar, el cual salió desviado apenas por encima del travesaño tras un fuerte disparo. En la vuelta, disputada el 19 de septiembre en El Campín, empataron 1-1, dejando un global de 5-3 a favor del conjunto colombiano. Una lesión lo dejó a Centurión fuera de la convocatoria, por lo que fue el único del equipo que no viajó a Colombia.

#### Apertura 2013
El Torneo Apertura 2013 no se pareció en nada al torneo anterior para Centurión, ya que solo jugó 11 partidos (de los cuales la mayoría ingresó desde el banco de suplentes) y no marcó ningún gol. Sin embargo, su equipo sí tuvo un buen torneo, ya que consiguieron el subcampeonato con 40 puntos, a 6 de distancia del campeón Nacional.
Sus números finales en Guaraní fueron 34 partidos jugados (24 como titular) y 13 goles.

### Olimpia

#### Clausura 2013
El 26 de julio de 2013, luego de estar entrenando (e incluso haber firmado un precontrato) con Crucero del Norte de la Primera B Nacional de Argentina, se confirmó su cesión al Club Olimpia. Su debut llegó el 10 de agosto en la fecha 3 del Torneo Clausura 2013 y nuevamente, al igual que en Guaraní, haciendo dupla con Dante López en el ataque (único partido del torneo que Centu arrancó como titular). Fue victoria de su equipo por 4-0 ante Deportivo Capiatá jugando de local en el Estadio Defensores del Chaco. Su primer y único gol del torneo llegaría en la fecha 6, justamente en el «Súper Clásico» ante Cerro Porteño jugado el 25 de agosto en el Defensores del Chaco, partido que perderían por 2-1. Ingresó en el entretiempo en lugar de Juan Manuel Salgueiro, y en el minuto 57 conectó con el pie derecho un centro frontal de Wilson Pittoni para decretar el 1-2 final.
Sus números finales del torneo fueron 8 partidos jugados (uno como titular) y un gol, y Olimpia terminando en la 9ª posición con 24 puntos, muy lejos del campeón invicto Cerro Porteño, con 50 unidades.

#### Apertura 2014
El Torneo Apertura 2014 fue más favorable tanto para Centurión como para Olimpia. Diego arrancó el torneo en la fecha 2, disputada el 22 de febrero, donde convirtió su primer gol en el torneo y en lo que fue derrota ante su exequipo Guaraní por 2-1, marcando en el minuto 90 y cumpliendo así con la inexorable ley del ex. Ya en la fecha 6 del día 23 de marzo, Centurión fue alineado en el equipo titular para enfrentar a su clásico rival, Cerro Porteño. Luego de un pase en profundidad de Derlis González, remató cruzado y rasante al piso con su pie derecho y marcó el 1-0 en el minuto 13 de partido. Luego se iría reemplazado por Carlos Humberto Paredes en el minuto 65 y el encuentro acabaría igualado 2-2. En la fecha siguiente, del día 29 de marzo, vuelve a convertir en el empate 1-1 ante el club 12 de Octubre. A partir de aquí estuvo dos meses y medio sin poder anotar. Recién se le dio en la fecha 19, cuando el día 11 de junio salta al campo en el minuto 72 ante el club 3 de Febrero con su equipo perdiendo de local por 2-1. Se destapó con un doblete en dos minutos consecutivos (minutos 81 y 82) y sentenció la victoria de su equipo por 3-2.
Terminó el torneo con 5 goles en 19 partidos (10 como titular), y Olimpia ubicado en el 3° lugar con 33 puntos, lejos de los 50 del campeón Libertad.

#### Clausura 2014
Poca regularidad tuvo Centurión en el Torneo Clausura 2014, en el que solamente jugó 7 partidos (de los cuales 2 fueron como titular). Recién pudo convertir su primer gol en la fecha 19, jugada el 16 de noviembre, en la victoria de visitante ante Deportivo Capiatá, ingresando en el minuto 75 y marcando en el 86. Y su segundo y último gol del torneo lo marcó dos fechas después, nuevamente ante sus excompañeros del Guaraní el día 29 de noviembre, en la derrota 4-2. Olimpia terminó en la 6° ubicación con 30 puntos, a 16 de distancia del campeón Libertad.
Finalizó su paso por Olimpia con 34 partidos jugados (13 como titular) y 8 goles.

### Sportivo Luqueño

#### Apertura 2015
El 23 de diciembre de 2014 se confirmó su traspaso al Sportivo Luqueño, comenzando así su segundo ciclo en el Chanchón luego de su anterior paso por el club en el año 2000. Debutó el 7 de febrero de 2015 en la fecha 2 del Torneo Apertura 2015 ante el recién ascendido Sportivo San Lorenzo (club que ejerció su localía en el Estadio Juan C. Pettengill), reeditando así el Clásico Metropolitano. El partido terminó empatado 3-3 y Diego jugó los 90 minutos.
Finalizó el torneo con 5 partidos jugados (2 como titular) y ningún gol, y Sportivo Luqueño ubicado en el 5° puesto con 34 puntos, a 18 de distancia del campeón Cerro Porteño.

### Rubio Ñu

#### Clausura 2015
El 30 de junio de 2015 se confirmó su incorporación al Rubio Ñu.

### Últimos años
Tras dejar Rubio Ñu al término de la temporada 2015 y luego de estar más de un año sin club, Centurión jugó por el CD Caaguazú y el CS 2 de Mayo del ascenso paraguayo, hasta su retiro en enero de 2020.

## Clubes
| Club               | País      | Año       | PJ | Goles |
| ------------------ | --------- | --------- | -- | ----- |
| CA Tembetary       | Paraguay  | 1998      |    |       |
| AS Roma            | Italia    | 1998-1999 |    |       |
| Udinese (préstamo) | Italia    | 1999      |    |       |
| Sportivo Luqueño   | Paraguay  | 2000      |    |       |
| Club Libertad      | Paraguay  | 2001      |    |       |
| Club Guaraní       | Paraguay  | 2002-2003 |    |       |
| CDU César Vallejo  | Perú      | 2004      |    |       |
| Club Olimpo        | Argentina | 2005      |    |       |
| AC Palazzolo       | Italia    | 2005-2006 | 5  | 0     |
| ASD Sanremese      | Italia    | 2007-2008 | 21 | 4     |
| ASD Pro Settimo    | Italia    | 2008-2009 | 9  | 2     |
| FBC Veloce 1910    | Italia    | 2009      |    |       |
| Deportivo Caaguazú | Paraguay  | 2010      | 30 | 10    |
| Tacuary FC         | Paraguay  | 2011      | 32 | 6     |
| Club Guaraní       | Paraguay  | 2012-2013 | 35 | 14    |
| Club Olimpia       | Paraguay  | 2013-2014 | 34 | 8     |
| Sportivo Luqueño   | Paraguay  | 2015      | 5  | 0     |
| Club Rubio Ñú      | Paraguay  | 2015      | 15 | 0     |
| CD Caaguazú        | Paraguay  | 2016-2017 |    |       |
| CS 2 de Mayo       | Paraguay  | 2018-2020 | 16 | 4     |

## Palmarés

### Distinciones individuales
| Distinción                          | Club |
| ----------------------------------- | ---- |
| Máximo goleador del Torneo Clausura | 2012 |